# Pécharmant (AOC)
Pécharmant AOC – nazwa francuskiego, czerwonego, wytrawnego wina wytwarzanego na prawym brzegu Dordogne, na północny wschód od Bergerac. Obejmuje gminę Bergerac oraz pobliskie Creysse, Lembras, i Saint-Sauveur. Wina objęte utworzoną w 1946 r. apelacją muszą składać się przynajmniej z trzech dopuszczonych szczepów, udział jednej odmiany nie może przekraczać 65% całości. Apelacja obejmuje powierzchnię zaledwie ok. 450 hektarów, na których 45 producentów wytwarza ok. 2 miliony butelek wina rocznie. Wino o intensywnym, ciemnym kolorze, którego zapach zawiera nuty czerwonych owoców z nutą wanilii. Wysoka zawartość tanin powoduje, że wino nadaje się do dłuższego leżakowania.